# Bring It!
Bring It! je jedanaesti album japanskog rock dueta Puffy AmiYumi koji je izdan 17. lipnja 2008. godine. Izdan je u standardom izdanju i limitiranom izadnju, koji sadržava dodatni DVD.
Dvije pjesme, All Because of You i My Story su izdani kao singlovi u 2008. godini.
"Bring It!" je debitirao na broju 17 Oriconove albumske ljestvice.

## Popis pjesama
1. "I Don't Wanna"
2. "My Story"
3. "Bye Bye"
4. "My Hero!"
5. "Shuen no Onna"
6. "DOKI DOKI"
7. "Twilight Shooting Star!"
8. "Hare Onna"
9. "All Because of You"
10. "Anata to Watashi"
11. "Hiyori Hime"
12. "Bring it on"

Bring It Back! bonus pjesma
Limitirano izdanje